# Piana degli Albanesi
Piana degli Albanesi település Olaszországban, Szicília régióban, Palermo megyében. Lakosainak száma 5541 fő (2023. január 1.). Piana degli Albanesi Monreale, Santa Cristina Gela, Altofonte és San Giuseppe Jato községekkel határos.

## Népesség
A település lakossága az elmúlt években az alábbi módon változott:
| Lakosok száma | 6219 | 6157 | 5541 |
|               | 2017 | 2018 | 2023 |